# Скориченко-Амбодик, Григорий Григорьевич
Григорий Григорьевич Скориченко-Амбодик (1858—1928) — русский историк медицины, доктор медицины, профессор, библиограф

; автор учебника по истории медицины. Действительный статский советник.

## Биография
Родился 24 августа 1858 года[по какому календарю?] в Одессе в купеческой семье.
Окончил со степенью кандидата физико-математический факультет Новороссийского университета; затем, с отличием — Императорскую военно-медицинскую академию и был оставлен в ней для подготовки к профессорскому званию на кафедре общей (экспериментальной) патологии у профессора В. В. Пашутина; в 1886 году стал помощником библиотекаря фундаментальной библиотеки академии (с 1903 года — её заведующий).
С 1880 по 1898 год публиковался в журналах «Врач», «Практическая медицина», «Международная клиника», а также в «Реальной энциклопедии медицинских наук». С 1896 года работал редактором международного журнала по истории медицины «Farnis».
В 1891 году защитил докторскую диссертацию на тему «Угнетение жизни (старое и новое о зимней спячке)». В 1894 году был избран приват-доцентом по кафедре общей патологии, а в 1895 году — профессором на вновь утверждённую кафедру истории и энциклопедии медицины; с 1900 года — ординарный профессор этой кафедры. Кафедра под его руководством стала центром исследований по истории медицины.
Был произведён 6 декабря 1903 года в действительные статские советники; награждён орденами Св. Станислава 2-й ст. (1898) и Св. Владимира 4-й ст. (1905).
Основные научные работы Скориченко-Амбодика посвящены темам истории медицины. Он разработал подходы к изучению истории медицины первобытного общества; опубликовал исследования по истории Военно-морской академии и медицинского обеспечения войск в России. Проводил лекции по энциклопедии медицины. Скориченко-Амбодик также написал несколько работ по экспериментальной патологии и разработал один из методов бальзамирования.
Написал несколько статей для Энциклопедического словаря Брокгауза и Ефрона, в том числе статью о Н. М. Амбодик-Максимовиче.
В 1909 году был уволен в отставку за противоправительственные высказывания. После Октябрьской революции и до своей смерти в 1928 году заведовал библиотекой военно-морской академии и преподавал историю медицины.